# Fatou Kiné Camara
Fatou Kiné Camara, (Dakar, 29 de diciembre de 1964) es una jurista senegalesa, activista por los derechos de las mujeres.

## Biografía
Ella nació en Dakar. Su padre, Ousmane Camara, nacido en 1931, fue magistrado antes de que el país obtuviera la independencia. Pertenece a la generación que lleva a tomar el control de los destinos del país cuando termina la colonización francesa. Este magistrado, también activista político, se convierte en ministro de Léopold Sédar Senghor, y cuando éste deja la presidencia es retirado de la escena política nacional y nombrado embajador de Senegal en Londres en 1980. Su hija, entonces adolescente completó así  sus estudios secundarios en la capital inglesa. Posteriormente estudió derecho en la Universidad de Assas en París, doctorandose en derecho en la Universidad Cheikh Anta Diop, en Dakar (1988)  . 
Empezó a trabajar como profesora investigadora, mientras se implicaba en campañas por los derechos de las mujeres y la infancia. Está particularmente involucrada en la movilización en Senegal para diversas reformas legislativas, en particular la armonización del Código de Familia con la constitución y con varias convenciones firmadas por este país, la lucha contra la violencia contra las mujeres, la gestión de víctimas y la representación paritaria entre hombres y mujeres en asambleas electivas.  
La ley de paridad se promulga en mayo de 2010. Camara participa activamente en el debate. En sus publicaciones publicadas en la década de 2000, plantea que las mujeres africanas habían conocido, antes de la colonización, sociedades matriarcales y una larga tradición de participación en el poder en la familia, la comunidad, la religión y en política, que es importante recuperar.
También es activista a favor del derecho al aborto con medicamentos.
En 2010, recibió un premio de derechos humanos por el Jubileo de los 50 años de independencia de los Estados africanos  . 
De 2013 a 2015, fue presidenta de la Asociación de Juristas senegaleses (AJS).

## Publicaciones principales
- L’union   matrimoniale dans la tradition des peuples noirs, en collaboration avec Saliou Kaniji, Éditions L’Harmattan, 2000.[9]
- Pouvoir et justice dans la tradition des peuples : philosophie et pratique, Éditions L’Harmattan, 2004.

### Artículos
- « Le Code de la famille du Sénégal ou de l'utilisation de la religion comme alibi à la légalisation de l'inégalité de genre », p. 161-183, dans Genre, inégalités et religion. Actes du premier colloque inter-Réseaux du programme thématique Aspects de l’État de Droit et Démocratie, sous la responsabilité scientifique de Amsatou Sow Sidibé, Mamadou Badji, Ernest-Marie Mbonda, Ghislain Otis, sous la responsabilité éditoriale de Charles Becker, Paris, Éditions des Archives Contemporaines - Agence universitaire de la Francophonie, 2007.
- « La parité au Sénégal, une exigence de l'État de droit moderne conforme au droit constitutionnel précolonial », p.85-104, dans Rapports sociaux de sexe-genre et droit: repenser le droit, sous la direction de Louise Langevin, Paris, Archives contemporaines, 2008.